# Nomin-Erdene Davaademberel
Nomin-Erdene Davaademberel est une joueuse d'échecs mongole née le 15 février 2000 à Oulan-Bator. 
Au 1er janvier 2021, elle est classée onzième joueuse mongole (hommes et femmes),  la deuxième parmi les joueuses mongoles et la 80e joueuse mondiale avec un classement Elo de 2 382 points.

## Biographie et carrière
Championne du monde des filles de moins de dix ans en 2010 et maître international depuis 2015, elle a acquis une notoriété internationale en remportant le tournoi de grands maîtres de Novi Sad en février 2016 avec 7 points sur 9, ce qui lui permit d'atteindre la 21e place mondiale parmi les femmes en mars 2016. 
Au 1er octobre 2016, Nomin-Erdene Davaademberel est la cinquième junior féminine mondiale avec un classement Elo de 2 421.
Elle a représenté la Mongolie lors de l'olympiade d'échecs de 2016 féminine, marquant 6,5 points sur 10 au premier échiquier et du championnat d'Asie par équipe de 2016 (4,5 points sur 9 au premier échiquier).